# Pheidole fuscula
Pheidole fuscula är en myrart som beskrevs av Carlo Emery 1900. Pheidole fuscula ingår i släktet Pheidole och familjen myror. Inga underarter finns listade i Catalogue of Life.